# Vincenzo Cento
Vincenzo Cento (Pollenza, 25 gennaio 1888 – Roma, 21 novembre 1945) è stato un pedagogista italiano.

## Biografia
Secondogenito di Evaristo Cento ed Ermelinda Andreani, è il fratello minore del futuro Cardinale Fernando Cento. Giovanissimo assume alcune iniziative a tutela dei lavoratori nel territorio maceratese promuovendo accordi sindacali in favore delle categorie più svantaggiate.
Dopo gli studi avvia la carriera d'insegnante nella scuola pubblica. I suoi interessi culturali si rivolgono principalmente alla filosofia e più tardi alla politica, ma può considerarsi anche un pedagogista. Scrive con continuità sulle maggiori riviste italiane e pubblica numerosi saggi che spaziano dall'attualità alla filosofia; approfondisce il pensiero di Giacomo Leopardi, di Giovanni Gentile, di Adriano Tilgher e di altri filosofi suoi contemporanei. Riflette sui rapporti tra Stato e Chiesa, sulla guerra, sulla religione e sulla condizione umana in genere, tenendo sempre le sue analisi in prospettiva storica.
Come pedagogista fin da giovanissimo lotta contro l'analfabetismo diffuso fondando nel maceratese i Circoli Popolari Educativi volti a fornire un'istruzione di base alle classi popolari. L'esperienza d'insegnante presso l'allora Istituto Magistrale di San Ginesio lo induce inoltre a delle considerazioni sulle carenze nella formazione dei docenti elementari dell'epoca, tanto da muoverlo ad istituire un corso di studi alternativo: La Scuola del Maestro. Interviene a più riprese sul tema dell'educazione e sulle condizioni della scuola italiana analizzando le questioni sotto diversi profili. Infine nel 1922 con l'avvento del fascismo lascia l'insegnamento pubblico per fondare a Milano l'Accademia Libera di Cultura ed Arti, una scuola indipendente per materie artistiche molto frequentata fino al 1943 quando viene chiusa a causa degli eventi bellici.
Nel 1924 con il saggio Gli Stati Uniti d'Europa ottiene il Premio Internazionale Filene indetto dalla Società delle Nazioni. L'opera anticipa di qualche anno l'idea di un organismo sovranazionale e federale a livello europeo che garantisca la pace, teorizzato da Altiero Spinelli con il Manifesto di Ventotene e poi sorto nel secondo dopoguerra. Il successo ottenuto con quest’opera di taglio politico economico e culturale gli regala fama nazionale e internazionale e lo rende una voce autorevole nell’ambito dell’europeismo del primo dopoguerra.
Si manifesta apertamente contrario al regime dal momento in cui aderisce al manifesto degli intellettuali antifascisti voluto da Benedetto Croce nel 1925. Per tutti gli anni Trenta coltiva collaborazioni e amicizie con Piero Gobetti, Riccardo Bauer e Ferruccio Parri e con i maggiori intellettuali italiani nei vari campi. Al contempo si occupa con passione di dirigere la sua Accademia. Nel 1944, con la liberazione partigiana del territorio maceratese, il Comitato di Liberazione Nazionale lo sceglie come sindaco per la sua città natale Pollenza e contemporaneamente come membro del Comitato provinciale di Macerata per il Partito d'Azione.
Muore a Roma il 21 novembre 1945.

## Opere
- Don Carlos figlio di Filippo II, Firenze, Rassegna Nazionale, 1911
- Condizioni morali delle Marche, Macerata, 1913
- Il Clero marchigiano, Napoli, G. Avolio & nip., 1915
- Il Cristianesimo e la guerra, Roma, ed. Bilychnis, 1915
- Colloquio con Renato Serra, Roma, ed. Bilychnis, 1918
- La Scuola Nazionale, Milano, ed. Milanese, 1918
- L’essenza del Modernismo, Roma, ed. Bilychnis, 1920

- Il IV congresso filosofico italiano, Roma, ed. Bilychnis, 1920
- Il clericalismo assoluto, Roma, ed. Bilychnis, 1921
- Bernardino Varisco, Bologna, ed. L. Cappelli, 1921
- Paul Hyacinthe, Roma, ed. Bilychnis, 1923
- Religione e morale nel pensiero di Giovanni Gentile, Roma, ed. Bilychnis, 1923
- Appunti di critica gentiliana, Città di Castello, ed. Il Solco, 1923

- Sulle orme di uno spirito che si cerca, Roma, ed. Bilychnis, 1924
- Io e me alla ricerca di Cristo, Torino, ed. Piero Gobetti, 1924
- Stato, Governo e Scuola, Milano, ed. Dante Alighieri, 1925
- Il conflitto Scientifico nella Chiesa Cattolica, Roma, ed. Bilychnis, 1925
- Gli Stati Uniti d’Europa, Milano, I nostri quaderni, 1926
- I viandanti e la mèta, Torino, ed. del Baretti, 1927
- Cavalcata al vento, Modena, ed. Guanda, 1935